# Angraecum myrianthum
Angraecum myrianthum är en orkidéart som beskrevs av Rudolf Schlechter. Angraecum myrianthum ingår i släktet Angraecum och familjen orkidéer. Inga underarter finns listade i Catalogue of Life.